# Luka Jarčov
Luka Jarčov (* 6. November 1996 in Zagreb) ist ein kroatischer Eishockeyspieler, -trainer und -funktionär, der seit 2024 erneut beim KHL Medveščak Zagreb in der kroatischen Liga spielt.

## Karriere
Luka Jarčov begann seine Karriere als Eishockeyspieler in seiner Heimatstadt beim KHL Zagreb, für den er bereits in der Spielzeit 2012/13 in der kroatischen Liga debütierte. Seit 2015 spielte er mit seinem Team in der benachbarten slowenischen Liga. Neben seinen Einsätzen im Herren-Bereich spielte er auch für den Stadtnachbarn KHL Medveščak Zagreb in der österreichischen U20-Liga. In der Saison 2017/18 spielt er für Medveščak und trat mit dem Klub in der Österreichischen Eishockey-Liga an. Parallel absolvierte er weiter Spiele für die zweite Mannschaft des Klubs, mit der er die International Hockey League gewann. Vor den Playoffs 2018 kehrte er zum KHL Zagreb zurück.
Im Dezember 2018 wurde er zeitweise an Medveščak Zagreb ausgeliehen, beendete die Saison aber wieder beim KHL Zagreb, bei dem er bis 2021 blieb. Im Jahr 2021 wechselte Jarčov zum KHL Sisak, wo er eine außergewöhnliche Dreifachrolle übernahm – als Sportdirektor, Trainer und Spieler. Unter seiner Führung gewann der Klub die erste Meisterschaft in der Vereinsgeschichte. Er war eine Schlüsselfigur beim Eintritt des KHL Sisak in die Alps Hockey League. Im Sommer 2024 kehrte er zum KHL Medveščak Zagreb zurück.

### International
Für Kroatien nahm Jarčov im Juniorenbereich an den Division-II-Turnieren der U18-Weltmeisterschaften 2013 und 2014 sowie der U20-Weltmeisterschaften 2014, 2015, als er als Topscorer (gemeinsam mit seinem Landsmann Ivan Janković) und Torschützenkönig (gemeinsam mit Janković und dem Spanier Oriol Rubio) auch zum besten Stürmer des Turniers und zum besten Spieler seiner Mannschaft gewählt wurde, und 2016, als er erneut als bester Spieler seiner Mannschaft ausgezeichnet wurde, teil.
Im Seniorenbereich stand er erstmals im Februar 2016 bei der Qualifikation für die Olympischen Winterspiele in Pyeongchang im Kader der kroatischen Nationalmannschaft. Im selben Jahr kam er auch bei der Weltmeisterschaft 2016 in der Division I zum Einsatz. Dort spielte er auch bei den Weltmeisterschaften 2017 und 2018. Nach dem Abstieg 2018 spielte er 2019, 2022, 2023 und 2024 wieder in der Division II. Zudem vertrat er seine Farben bei der Olympiaqualifikation für die Winterspiele in Peking 2022.

## Erfolge und Auszeichnungen
| - 2018 Gewinn der International Hockey League mit dem KHL Medveščak Zagreb - 2019 Kroatischer Meister mit dem KHL Zagreb - 2022 Kroatischer Meister mit dem KHL Sisak | - 2022 Wertvollster Spieler der Playoffs der kroatischen Eishockeyliga - 2024 Kroatischer Meister mit dem KHL Sisak |

### International
| - 2015 Aufstieg in die Division II, Gruppe A, bei der U20-Weltmeisterschaft der Division II, Gruppe B - 2015 Topscorer der U20-Weltmeisterschaft der Division II, Gruppe B - 2015 Bester Torschütze der U20-Weltmeisterschaft der Division II, Gruppe B | - 2015 Bester Stürmer der \|U20-Weltmeisterschaft der Division II, Gruppe B - 2024 Aufstieg in die Division I, Gruppe B, bei der Weltmeisterschaft der Division II, Gruppe A |